# Plecia connata
Plecia connata är en tvåvingeart som beskrevs av Hardy 1962. Plecia connata ingår i släktet Plecia och familjen hårmyggor.
Artens utbredningsområde är Madagaskar. Inga underarter finns listade i Catalogue of Life.